# Bring You Home
Bring You Home è il quarto album del cantante irlandese Ronan Keating. L'album è stato pubblicato dalla Polydor Records il 5 giugno 2006 in tutto il mondo, e il 1º luglio in Australia.
Nella versione Italiana del disco la canzone "All Over Again", è stata cantata in duetto con la cantante Rita Comisi.

## Tracce
1. "Friends in Time" (Simon Carmody/David O'Byrne) – 5:44 (Cover version of the Golden Horde song)
2. "This I Promise You" (Keating/Paul Barry) – 3:55
3. "All Over Again" (featuring Kate Rusby) (Don Mescall/Randy Goodrum) – 4:31
4. "Iris" (Johnny Rzeznik) – 4:08 (cover version of the Goo Goo Dolls song)
5. "To Be Loved" (Mac/Wayne Hector) – 3:04 (cover version of the Westlife song)
6. "Superman" (Keating/Barry) – 4:19
7. "It's So Easy Lovin' You" (Keating/Hector/Steve Robson) – 4:08
8. "Back in the Backseat" (Mac/Hector) – 3:39
9. "Bring You Home" (Keating/Barry/Mark Taylor) – 3:16
10. "Hello Again" (A Lindgren/Neil Diamond) – 4:02 (cover version of the Neil Diamond song)
11. "Just When I'd Given Up Dreaming" (Keating/Marx) – 4:17
12. "(We Just Need) Time" (Keating/Gregg Alexander/James McNally) – 3:56
13. "So Far Away" – 3:55 (bonus track nella versione inglese e australiana.

## Classifiche
| Chart                    | Massima posizione |
| ------------------------ | ----------------- |
| Swiss Albums Chart       | 3                 |
| UK Albums Chart          | 3                 |
| Australian Albums Chart  | 6                 |
| German Albums Chart      | 7                 |
| New Zealand Albums Chart | 7                 |
| Austrian Albums Chart    | 10                |
| Swedish Albums Chart     | 10                |
| Irish Albums Chart       | 16                |
| Italian Albums Chart     | 45                |
| Polish Albums Chart      | 283               |